# クラスノヤルスク水力発電所
クラスノヤルスク水力発電所は、エニセイ川に設けられた重力式の水力発電所。ロシアの都市、クラスノヤルスクの30km上流に位置している。完成当時、世界最大の発電量の水力発電所だった。ダムによって生まれた人工湖「クラスノヤルスク貯水池」は琵琶湖の3倍の広さがある。この湖の影響でエニセイ川の水温が高くなり、冬でも凍結しなくなったため、霧が発生しやすくなった。
エニセイ川は水運が盛んなため、船舶を通過させるための設備「インクラインド・レール」が併設されている。船を貨車に乗せて急斜面に敷かれたレールの上を移動する装置である。レールの軌間は9ｍで世界最大である。